# Kapucínský klášter na Jejkově
Kapucínský klášter na Jejkově je kulturní památka v Třebíči. Na místě renesančního bratrského sboru vznikl barokní klášter řádu kapucínů, který svému účelu sloužil do roku 1950. Vedle toho i později sloužily prostory i jiným účelům včetně vzdělávacích, v současnosti zde sídlí Katolické gymnázium Třebíč.

## Kostel
Kostel Proměnění Páně býval součástí kapucínského kláštera na Jejkově, dokončen v roce 1693 na místě bratrského sboru. Nyní je farním kostelem farnosti Třebíč-Jejkov.

## Historie

### Bratrský sbor
Kapucínský klášter na Jejkově byl založen na podnět Františka Augustina z Valdštejna (1666–1684) roku 1684 na místě bývalého bratrského sboru s modlitebnou, školou, zvonicí a špitálem; sbor si vybudovali v letech 1520–1524. Součástí sboru byla veliká ovocná zahrada s malým rybníčkem. V její jižní části nazývané Pohřební zahrada našli poslední odpočinutí páni Osovští z Doubravice a jejich příbuzní v hrobce uzavřené čtyřmi renesančními mramorovými náhrobky ze začátku 2. poloviny 16. století. V roce 1952 hrobka musela ustoupit staveništi Domu zdraví, proto byly ostatky asi sta osob 18. dubna 1952 přeneseny na městský hřbitov do zděné hrobky rodiny Stašovy. Druhému uložení předcházely obřady v evangelickém kostele. Náhrobkům se stal novým domovem rajský dvůr, resp. „kamenný plácek“ na zámku při bazilice svatého Prokopa.

### Jejkovští kapucíni
První kapucíni přišli na Jejkov o dva roky později za vlády Karla Ferdinanda (1684–1702).
Bratři kapucíni se usadili v bývalém špitále. Stavba kláštera byla zahájena roku 1687 a skončena o tři roky později; kostel, funkčně součást kláštera, se začal stavět o rok dříve než klášter. Prvními kapucíny byli superior Chrysogon Budějovický, stavitel Jiří Mnichovský, kazatel Mauric Čech a dva laikové – Ctibor Fulnecký a Sigmund Jihlavský.
V klášteře žilo asi 25 osob, většinou kněží (v roce 1773 konkrétně 15, avšak v roce 1905 pouze čtyři).
Velkým svátkem bývaly Velikonoce, o nichž bývala klášteru hostem třebíčská vrchnost, patronka klášterního kostela. Tradičně se slavil i 22. listopad, svátek svaté Cecilie; ve velkém množství se peklo klášterní cukroví. Dalším velkým kapucínským svátkem byl 2. srpen – Porciunkule, svátek Panny Marie Andělské. Slavily se nepřetržitě od roku 1693, bez ohledu na to, na který den připadly. Jejkovské náměstíčko bývalo v ten den plné kramářů a cukrářů.
Klášter několikrát vyhořel, například v roce 1822, nejničivější požár však přišel v roce 1847; klášter vyhořel, avšak kostel se podařilo zachránit. Po následující dva roky byl klášter a kostel postupně opravován, byla vybudována nová klášterní knihovna, která celá shořel. V roce 1878 byl klášter opět opraven.
V roce 1899 byl zvolen novým kvadriánem třebíčského kláštera Jan Nepomuk Rubringer, v roce 1903 byla zavedena v klášteru křížová cesta, tentýž rok byla také vysvěcena. V témže a příštím roce také došlo ke generální opravě kláštera, jak exteriéru, tak i interiéru. V roce 1905 pak došlo i k opravám přilehlého kostela. V roce 1912 byl z třebíčského kláštera odvolán vikář Linus Mann a na jeho místo nastoupil Aegidius Pytlíček, ten působil v Třebíči do roku 1914, kdy nastoupil na místo vojenského kuráta. Vystřídal jej Metoděj Frank, v červenci 1915 se dalším vikářem stal Klement Hudec a v roce 1916 se kooperátorem stal Vojtěch Netál. V srpnu 1917 pak místo otce Netála nastoupil Timotej Kyselý.

### Zrušení kláštera
Konventní kostel byl od kláštera oddělen v roce 1784, kdy byla zřízena Římskokatolická farnost Třebíč-Jejkov. Faru zprvu obsazovala světská moc, ke kapucínskému řádu byla fara inkorporována v roce 1803.
Po roce 1948 byl zřísen státní úřad pro věci církevní, ten v lednu 1950 přijal usnesení, které konkrétně vymezovalo plán rušení mužských klášterů v českých zemích. Kláštery měly být centralizovány a postupně měli být odvlečení příslušníci řádů. Jejkovský klášter byl zrušen násilně v noci ze 27. na 28. duben 1950 v rámci Akce K. Z třebíčského kláštera byli odvlečeni P. kvardián Felicián a P. Libor (do kláštera v Želivě), ředitel serafínského gymnázia P. Gaudenc, P. Milon, P. Matouš, kostelník František Benignus, kuchař František Faustin a František Fulgenc (do kláštera v Broumově); 4. května pak kooperátor P. Evarist (do Želiva) a P. Mořic do semilské nemocnice. V klášteře, resp. na faře zůstal P. Aegidius Pytlíček (z důvodu pokročilého věku 75 let a chatrného zdraví, odešel na trvalý odpočinek a byl vyvázán z duchovní správy, zemřel v domově v Moravci v roce 1966); toho pak vystřídal P. Kassián Válek. V padesátých letech byla zlikvidována i klášterní zahrada, mezi lety 1956 a 1959 byl na jejím místě postaven zimní stadion. V klášteře působila Nemocnice Třebíč a od roku 1963 v budovách klášteru působila SPŠ strojnická. Mezi lety 1968 a 1969 se uvažovalo o obnovení klášterů, v této době přechodně opět působili otec Metoděj Josef Sládek a Marek-Jakub Majer, společenství nakonec čítalo pět kapucínů, ale brzy se rozpadlo. V roce 1980 zemřel administrátor jejkovské farnosti otec Kassián Válek a na jeho místo byl dosazen Antonín Zdeněk Kovář, ten byl posledním kapucínským farářem na Jejkově (zemřel 22. října 2000). V roce 1989 byly budovy kláštera vráceny kapucínskému řádu, klášter však obnoven nebyl.

### Školství v klášteře
Školství se v areálu kláštera usadilo v 30. letech 20. století. V letech 1934–1935 byla vybudována budova serafínského gymnázia. Za druhé světové války v této školské budově sídlilo ušní oddělení nemocnice a poté po celých dvacet let vojsko (vojenská správa). Od roku 1963 se objekt vrátil školství: do roku 1998 zde sídlila střední průmyslová škola strojnická, od roku 1999 se sem z ulice 9. května přestěhovalo Katolické gymnázium Třebíč.

## Galerie

Otisk razítka kláštera
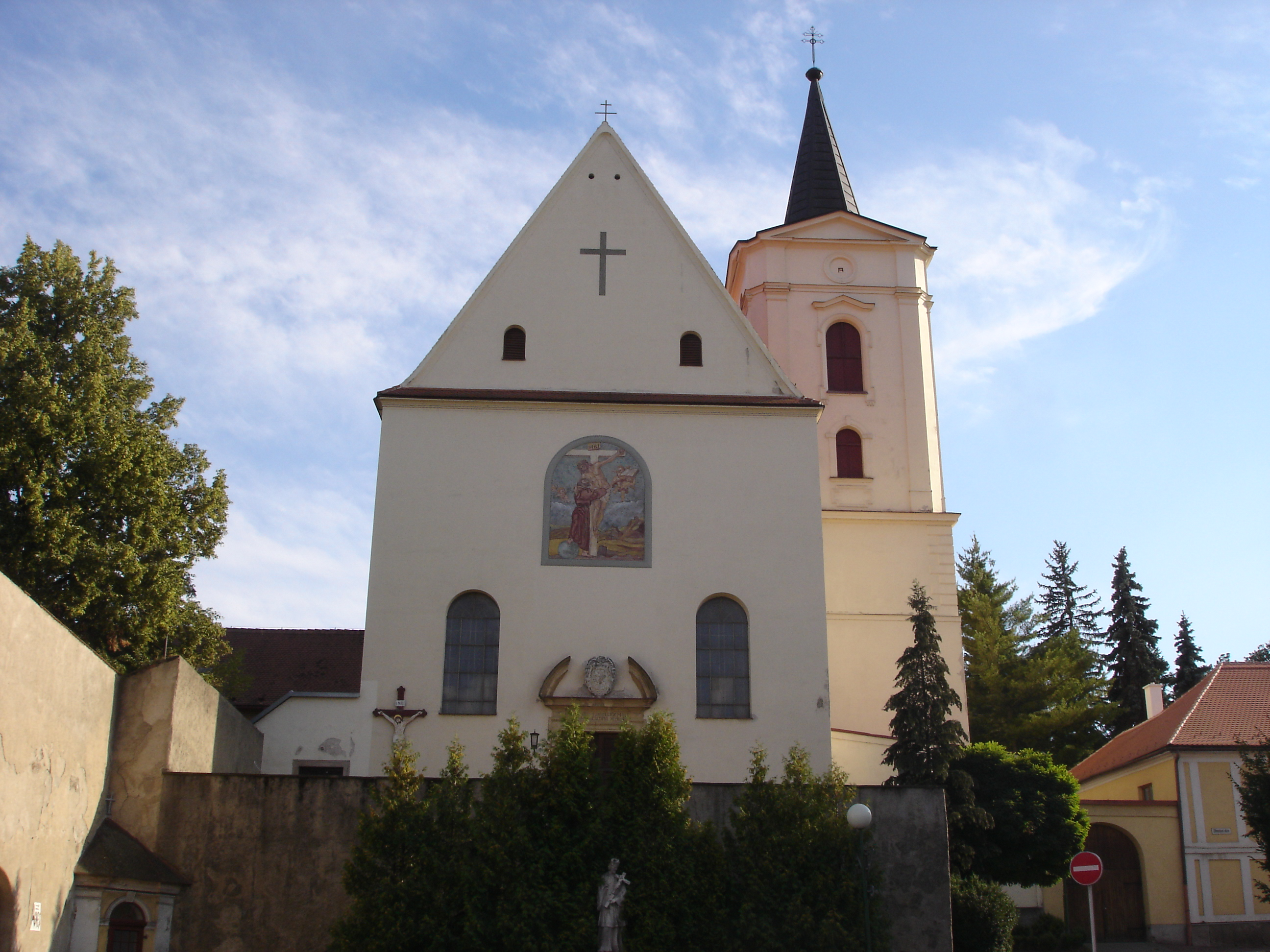
Kostel Proměnění Páně
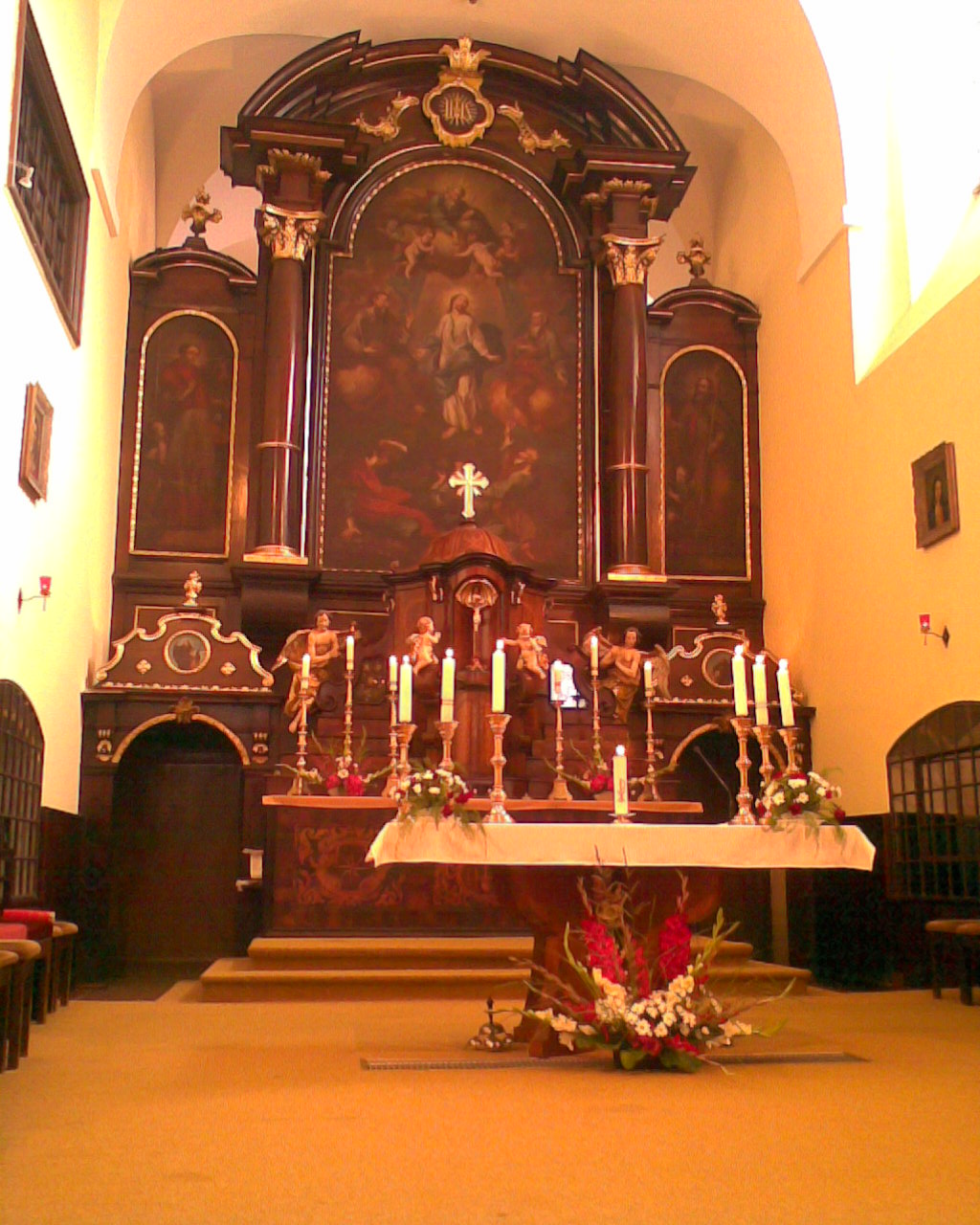
Interiér klášterního kostela Proměnění Páně
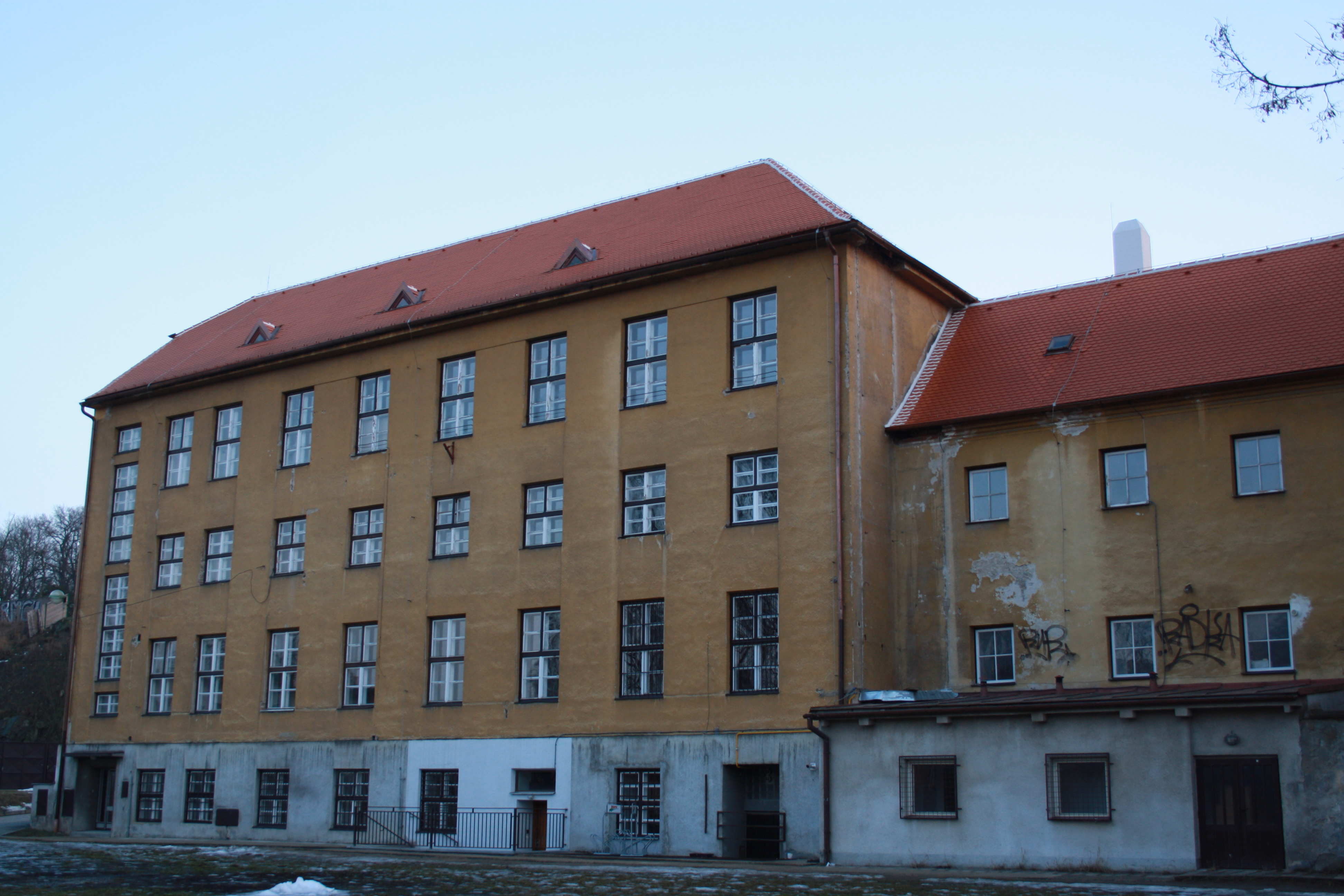
Areál bývalého kláštera s budovou katolického gymnázia
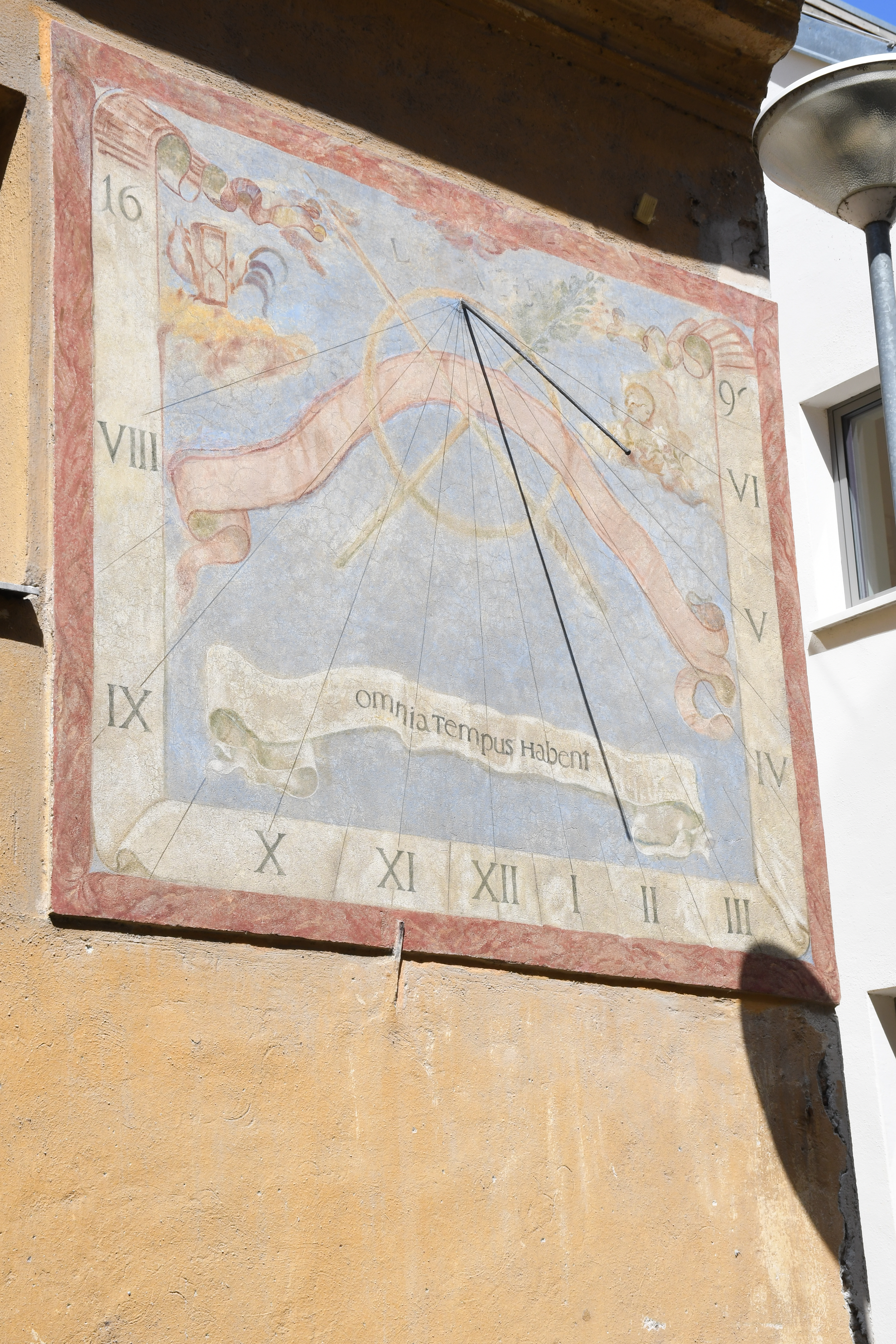
Sluneční hodiny na budově bývalého kláštera naproti zimnímu stadionu
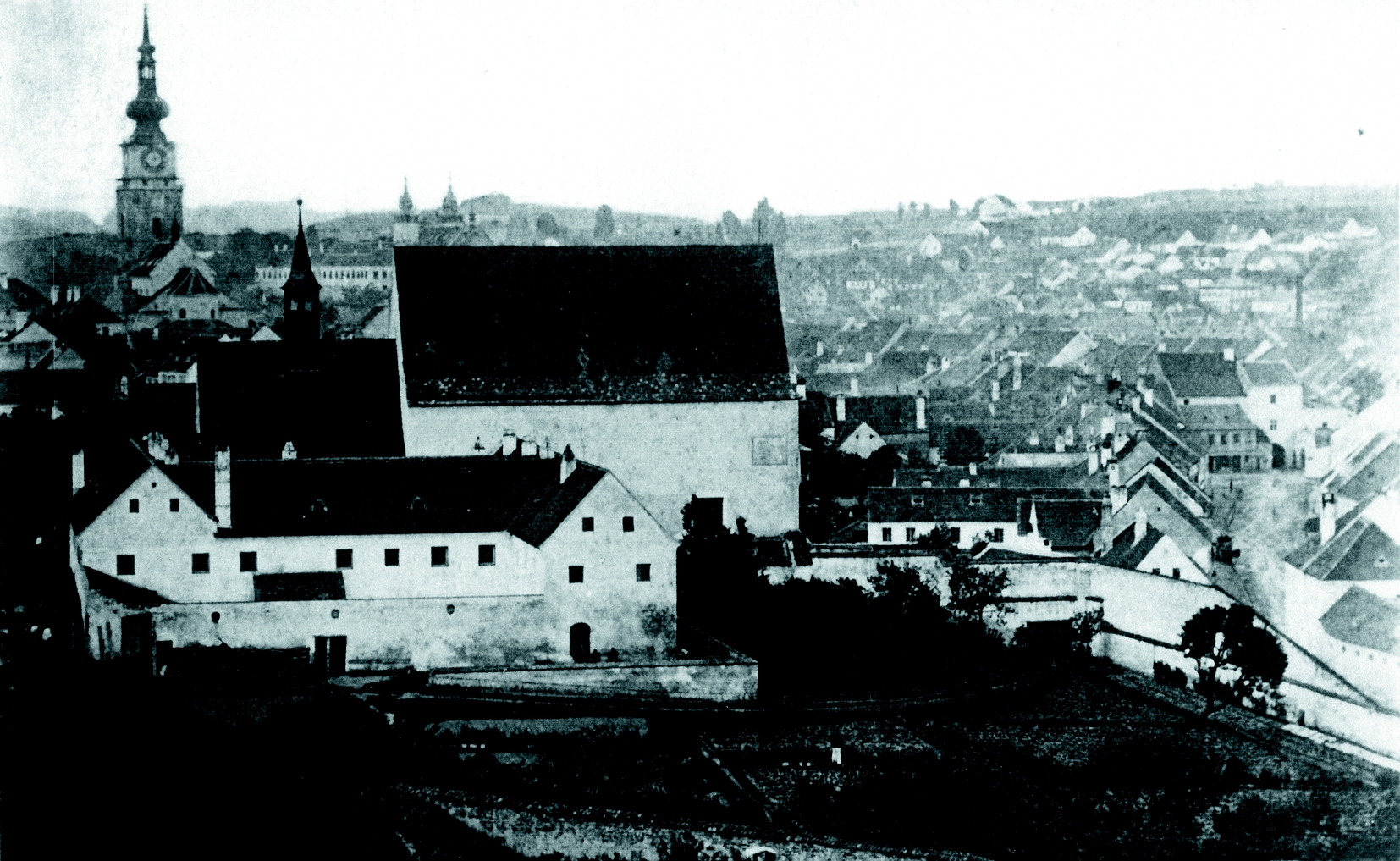
Historický pohled na klášter (před rokem 1884)
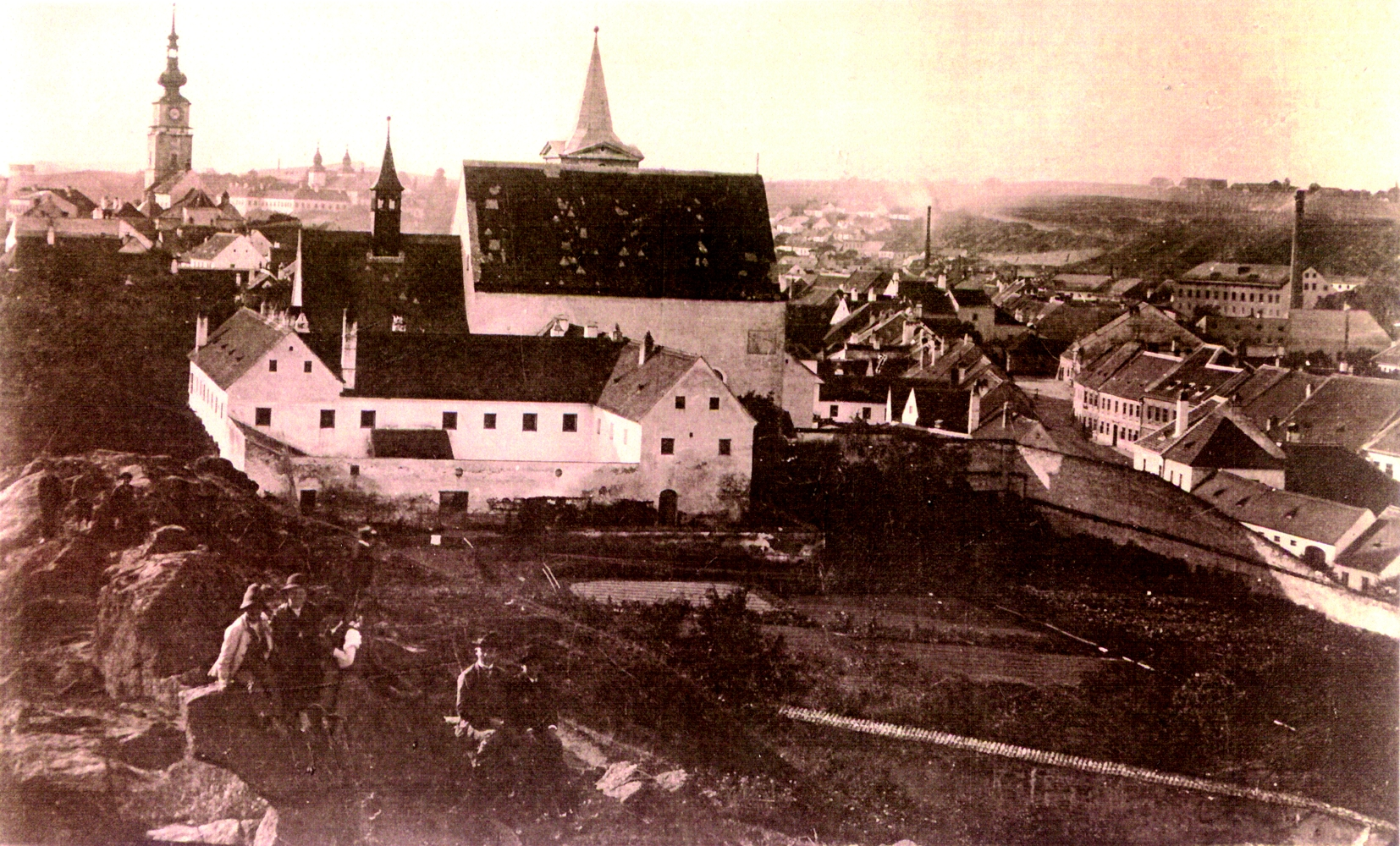
Pohled na klášter (okolo roku 1890)
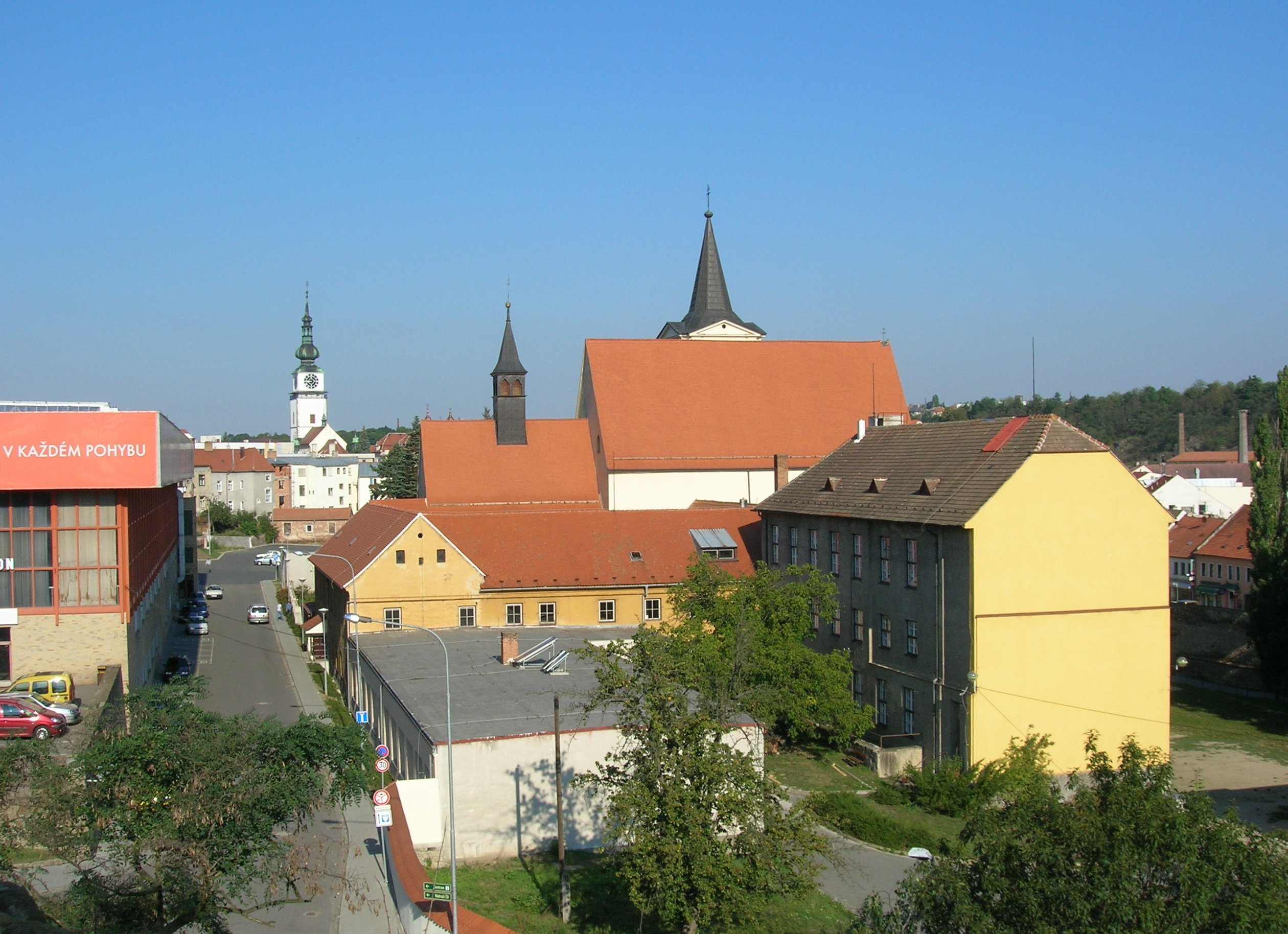
Pohled na bývalý klášter (2007)
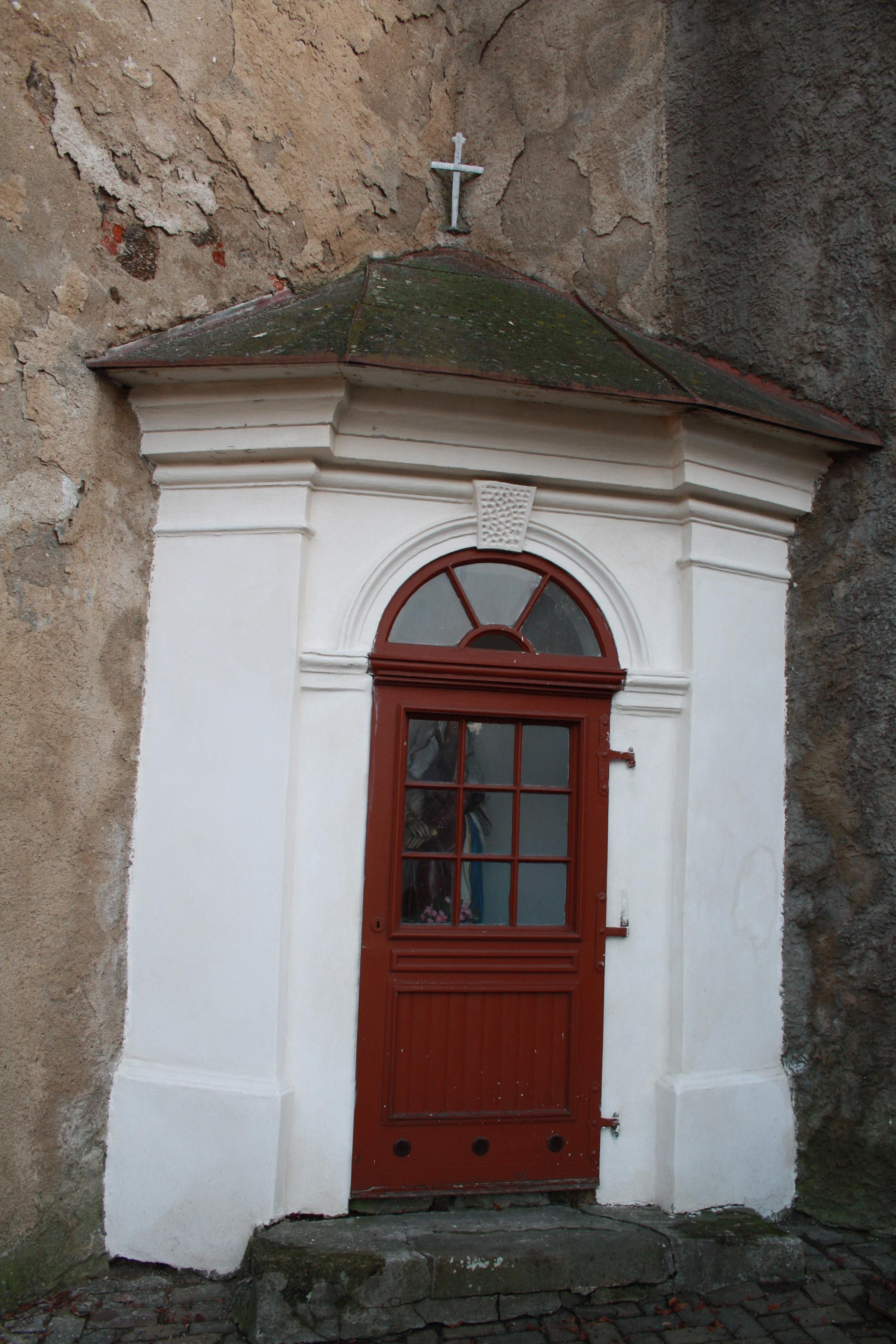
Kaple Panny Marie Bolestné u klášterního kostela
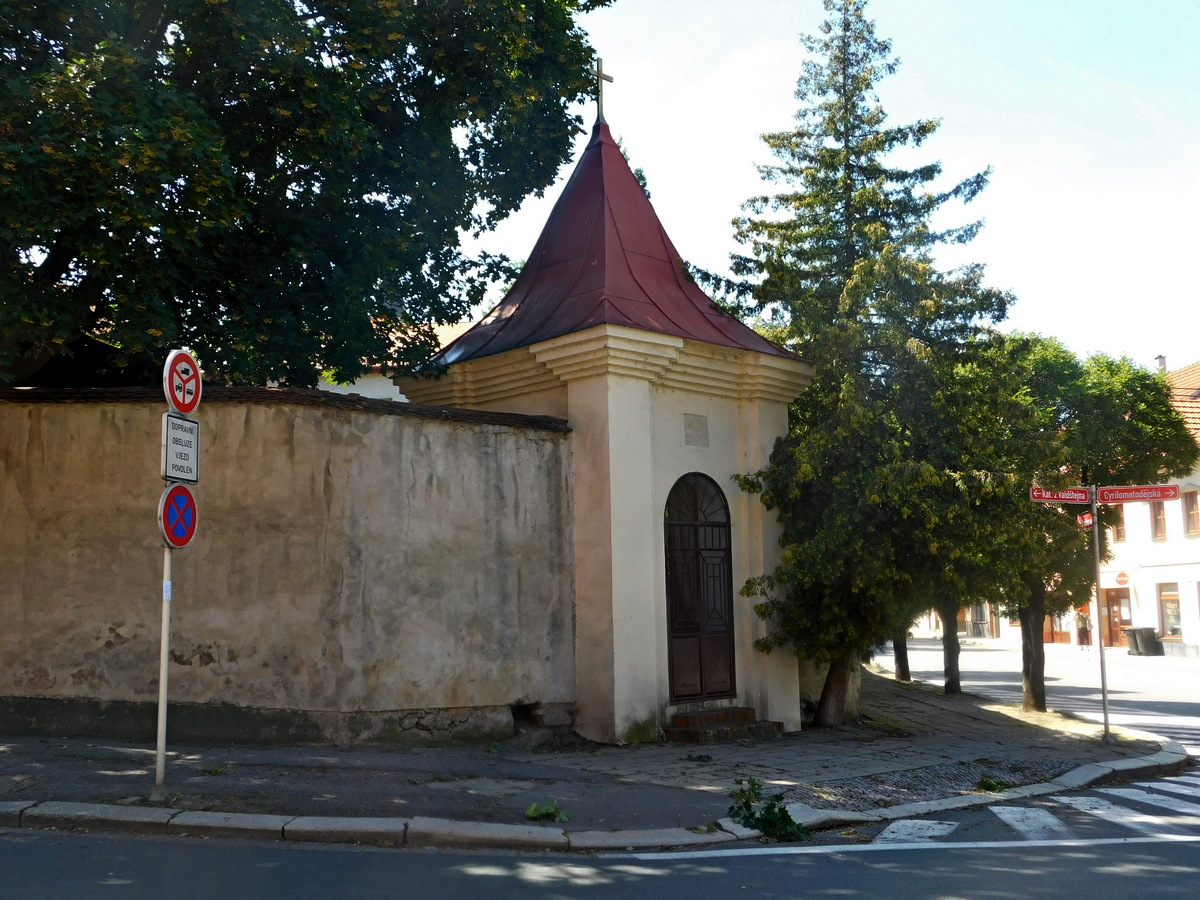
Kaple sv. Petra a Pavla v klášterní zdi
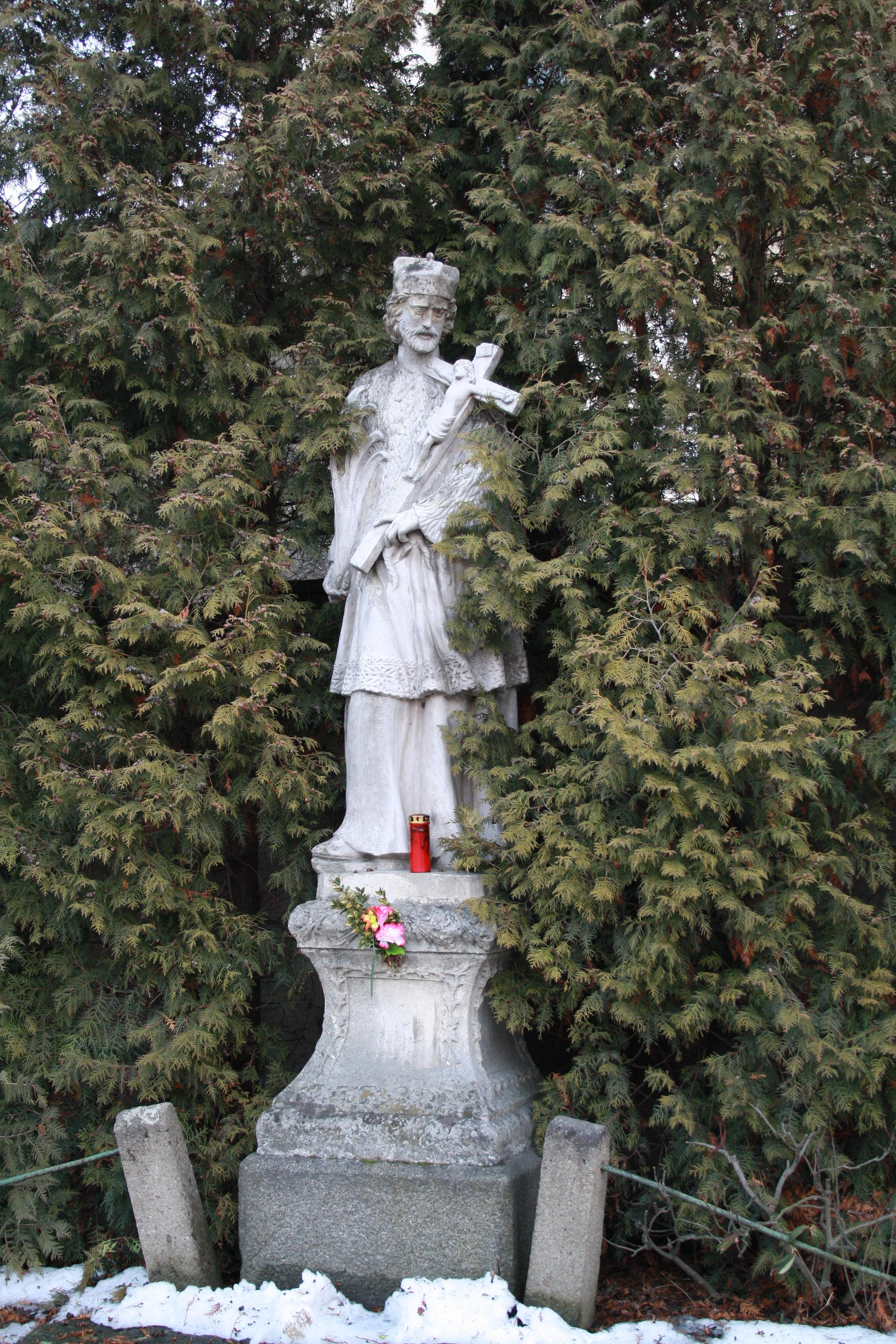
Socha sv. Jana Nepomuckého před klášterním kostelem

## Osobnosti kláštera
- Václav Solín
- Felicián Josef Macháč